# Las Lajas (cantão)

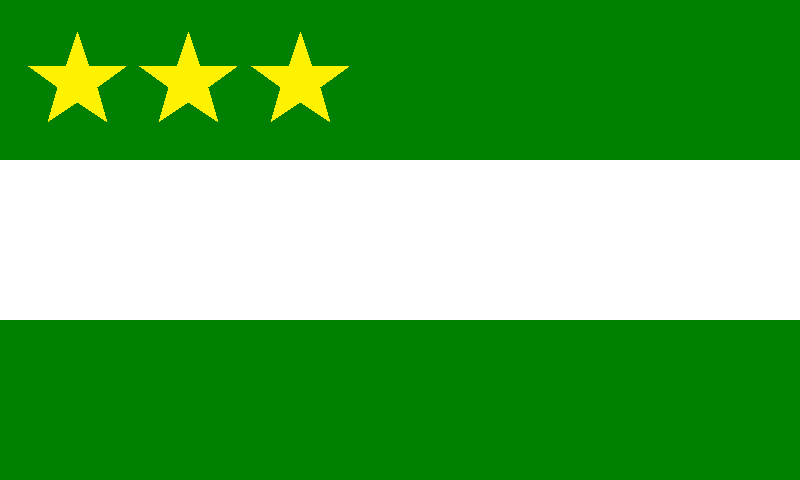
Bandeira de Las Lajas

Las Lajas é um cantão do Equador localizado na província de El Oro.
A capital do cantão é a cidade de La Victoria.